# Farmaceutisch laboratorium
Het voormalig Farmaceutisch laboratorium in de Vreewijk in de Nederlandse stad Leiden is ontworpen door Rijksbouwmeester Jacobus van Lokhorst. De bouw, voor de Rijksuniversiteit Leiden vond plaats in 1895-1898, de bouwstijl is een menging van neogotiek en neorenaissance.  
Het gebouw bevatte oorspronkelijk diverse laboratoria (waaronder het Galenisch Laboratorium) en werkruimten, een prepareerkamer, magazijnen voor de pharmacognostische- en de chemicaliënverzameling, een modelapotheek en een collegezaal. Vanaf 1898 werd het Pharmaceutisch Laboratorium ook ingeschakeld bij de keuring van levensmiddelen voor gevangenissen en vanaf 1902 bij de gemeentelijke keuringsdienst van Leiden. Door diverse verbouwingen, aanpassingen aan de eisen van de tijd en functiewijziging is van het oorspronkelijke interieur weinig bewaard gebleven. Het gebouw was tot 1968 in gebruik als laboratorium en vervolgens tot september 2004 als juridisch studiecentrum Hugo de Groot door de Juridische Faculteit (Faculteit der Rechtsgeleerdheid) van de Rijksuniversiteit Leiden. Hierna is het gebouw verkocht aan SLS Wonen (nu onderdeel van DUWO) en herontwikkeld tot appartementencomplex met 20 appartementen voor gastdocenten en 51 appartementen voor kortverblijvende buitenlandse studenten.